# Alighiero di Bellincione
Alighiero di Bellincione (Florence, première moitié du XIIIe siècle - avant 1283) est le père de Dante Alighieri.

## Biographie
Alighiero est le fils de Bellincione di Alighiero et fait partie du parti guelfe. 
En 1262 il épouse une certaine Bella, probablement la fille de Durante di Scolaro degli Abati, qui mit au monde Dante. 
Après la mort de Bella vers 1270, Alighiero épouse en secondes noces Lapa di Chiarissimo Cialuffi, même si le mariage reste incertain car les veufs faisaient l'objet de restrictions concernant le re-mariage. 
Dans tous les cas, la dame met au monde deux ou trois enfants : Francesco, Tana (Gaetana) et peut-être une autre fille qui selon Giovanni Boccaccio « serait la mère d'Andrea Poggi, qui ressemble beaucoup à Dante. »

## Sources
- (it) Cet article est partiellement ou en totalité issu de l’article de Wikipédia en italien intitulé « Alighiero di Bellincione » (voir la liste des auteurs).